# Stigmatophora
Stigmatophora is een geslacht van vlinders van de familie spinneruilen (Erebidae), uit de onderfamilie Arctiinae.

## Soorten
- S. acerba Leech, 1899
- S. confusa Daniel, 1951
- S. chekiangensis Daniel, 1951
- S. disticha Meyrick, 1894
- S. flava Bremer & Grey, 1852
- S. grisea Hering, 1936
- S. likiangensis Daniel, 1951
- S. micans Bremer & Grey, 1852
- S. obraztsovi Daniel, 1951
- S. palmata Moore, 1878
- S. rhodophila Walker, 1864
- S. roseivena Hampson, 1894
- S. strigivenata Hampson, 1894
- S. torrens Butler, 1879
- S. tridens Wileman, 1910